# クロタル (ミサイル)

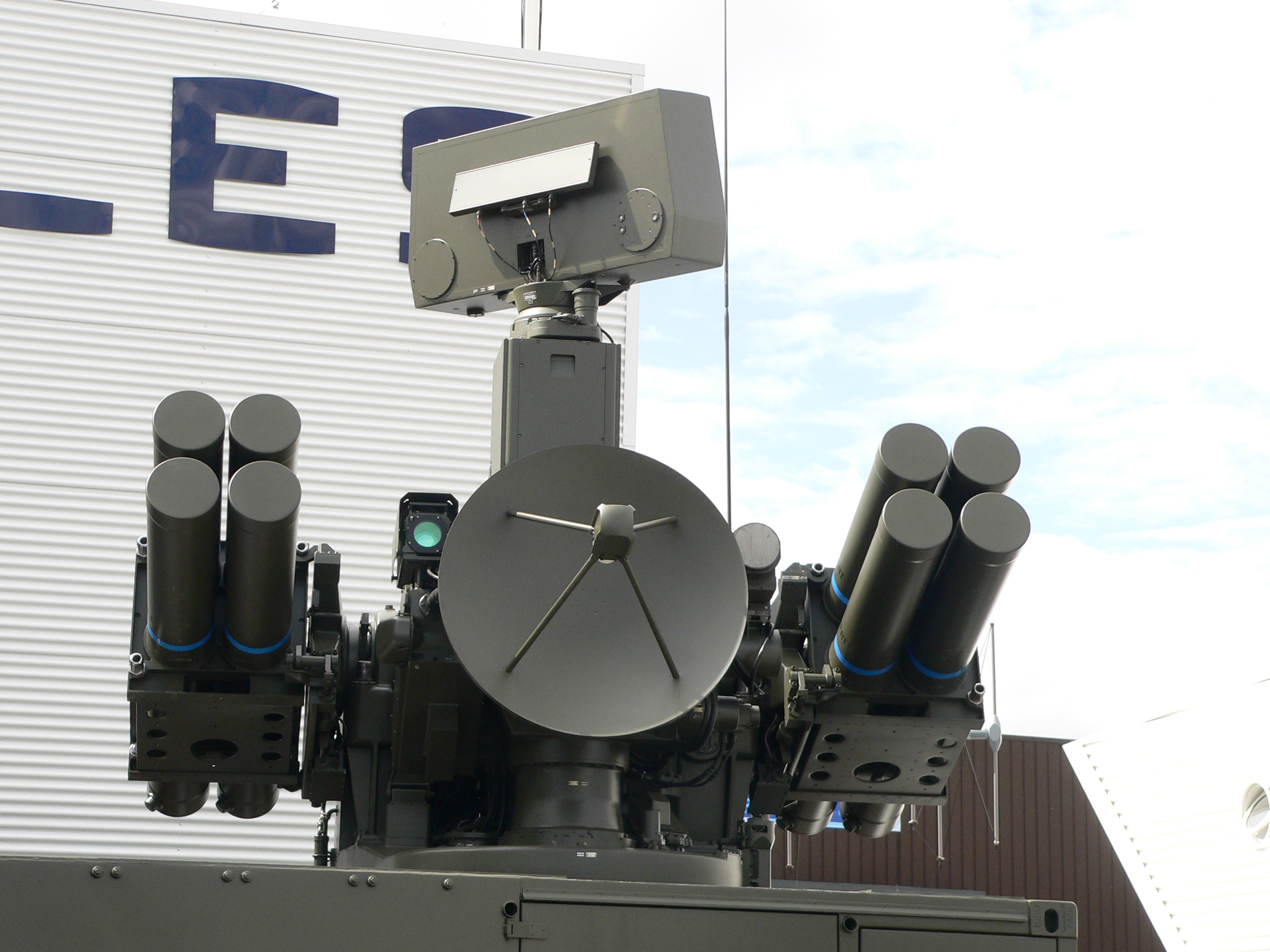
クロタルNGの8連装発射機。

クロタル（フランス語: Crotale）は、フランスのトムソンCSF社（現：タレス社）製の対空ミサイルである。
短射程・軽量であることから、短距離防空ミサイルおよび個艦防空ミサイルとして運用される。命名の由来はフランス語でガラガラヘビ、もしくはその名の元になった打楽器（クロタル）である。

## クロタル

### 開発に至る経緯
南アフリカ共和国はイギリスからブラッドハウンド地対空ミサイルの売却を拒否されたのち、1964年、トムソン・ヒューストン社に対して移動式・全天候型の低高度防空ミサイルの開発を発注した。トムソンCSFの電子機器事業部がレーダーを含む電子機器を、またマトラ社がミサイルの開発を担当した。
このシステムは「カクタス」（Cactus）と呼称され、開発費用の85％を南アフリカ政府が負担したが、15％はフランスが負担した。飛行試験は1965年より、また1968年末よりシステム全体の試験が開始された。1971年、試験を経て、南アフリカに対し最初の小隊用の装備が納入され、1973年までに7個小隊分の配備が完了した。
また1971年2月には、フランス空軍も目標捕捉システム1両と発射装置2両を発注し、1972年までに受領した。これらを用いた試験を経て、基地防空用として20個高射中隊（battery）分が発注され、1978年末までに受領した。

### システム構成
オリジナルのシステムは四輪駆動の装輪車両であるオチキスP4Rに搭載されており、走行しながらの射撃はできないが、走行状態から射撃状態には5分以内に移行できる。典型的には、発射装置2-3両と捕捉装置1両で1個小隊を構成し、2個小隊で1個中隊を構成する。

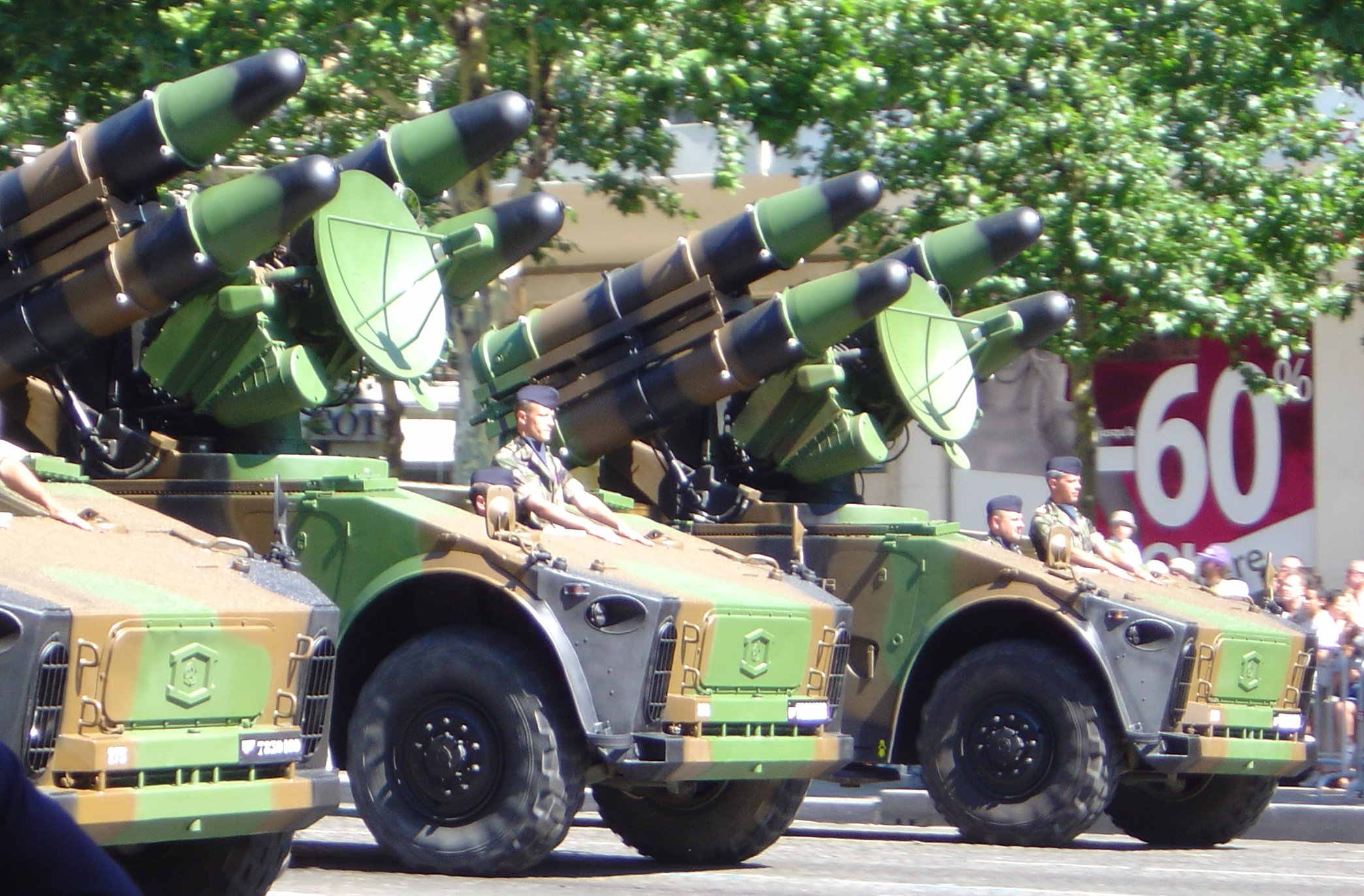
オチキスP4Rに搭載された4連装発射機
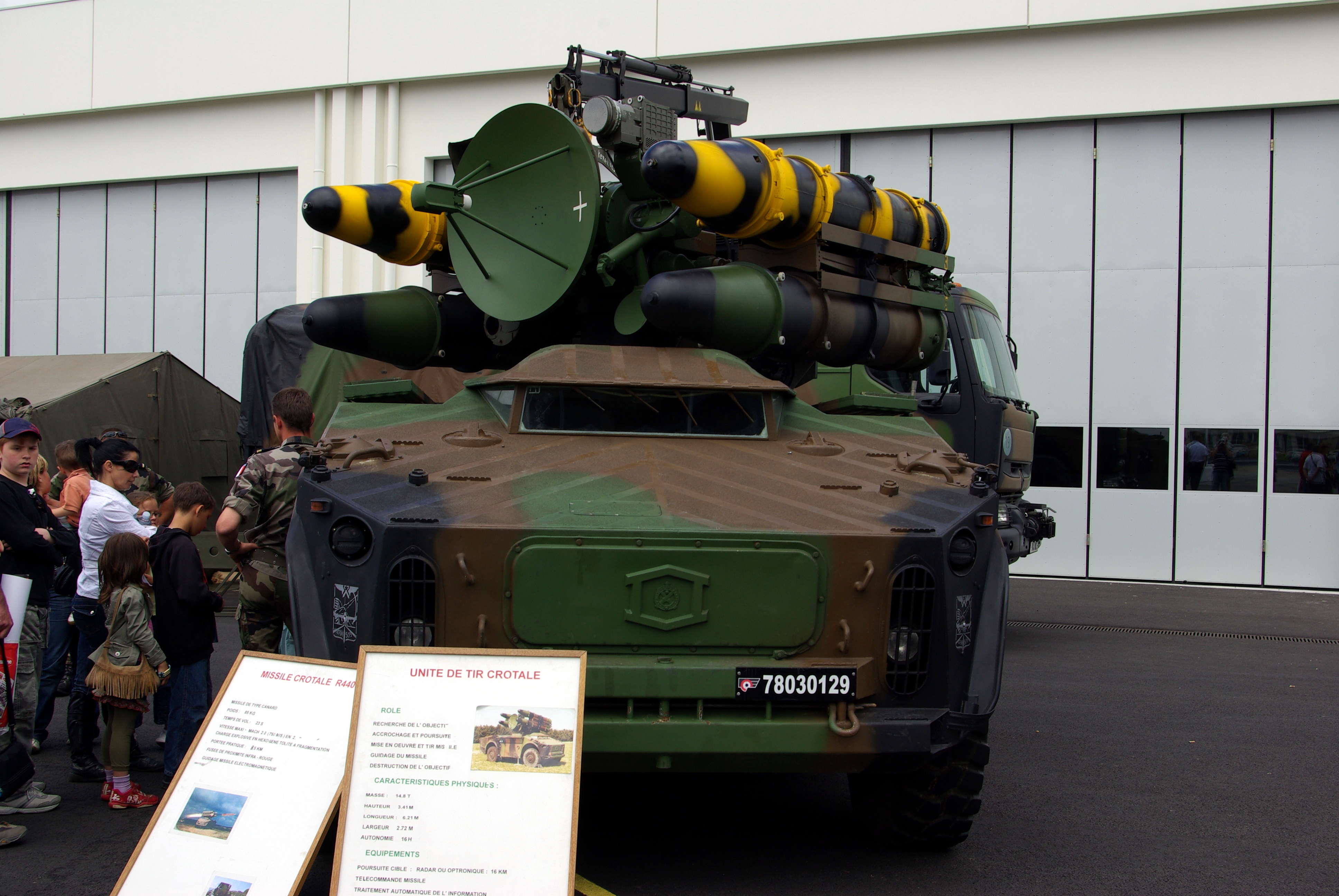
クロタルの発射機車両。
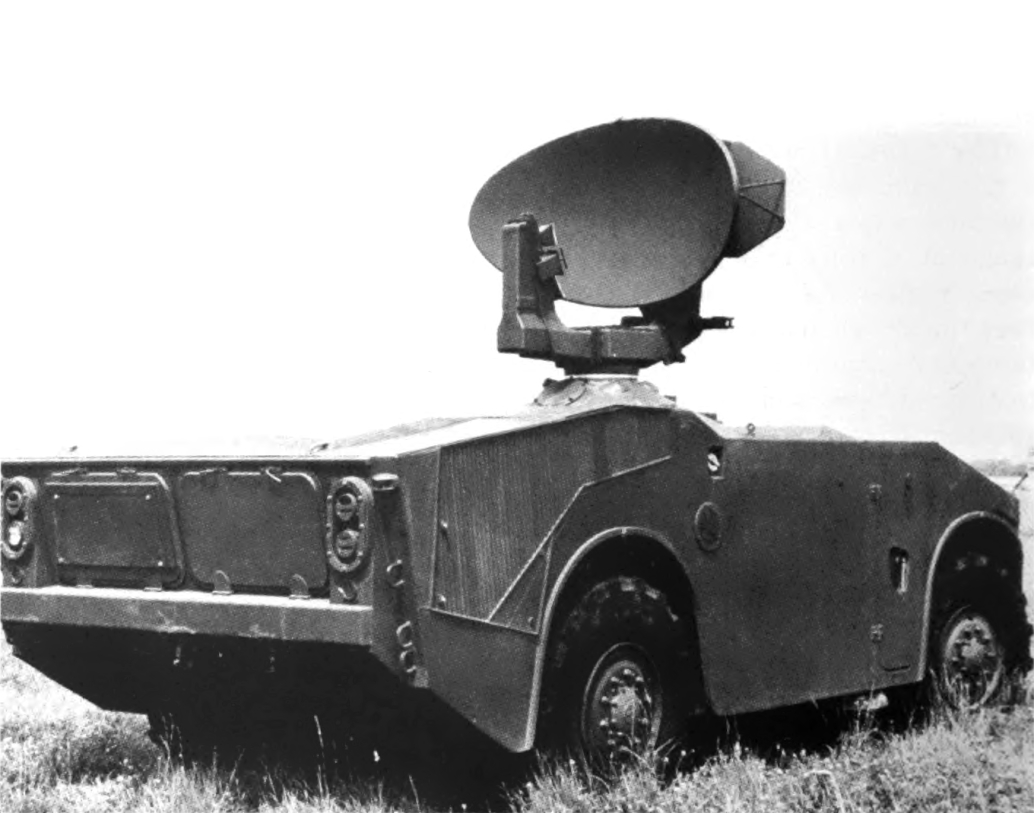
オチキスP4Rに搭載された、クロタル用の捜索・捕捉レーダー車。
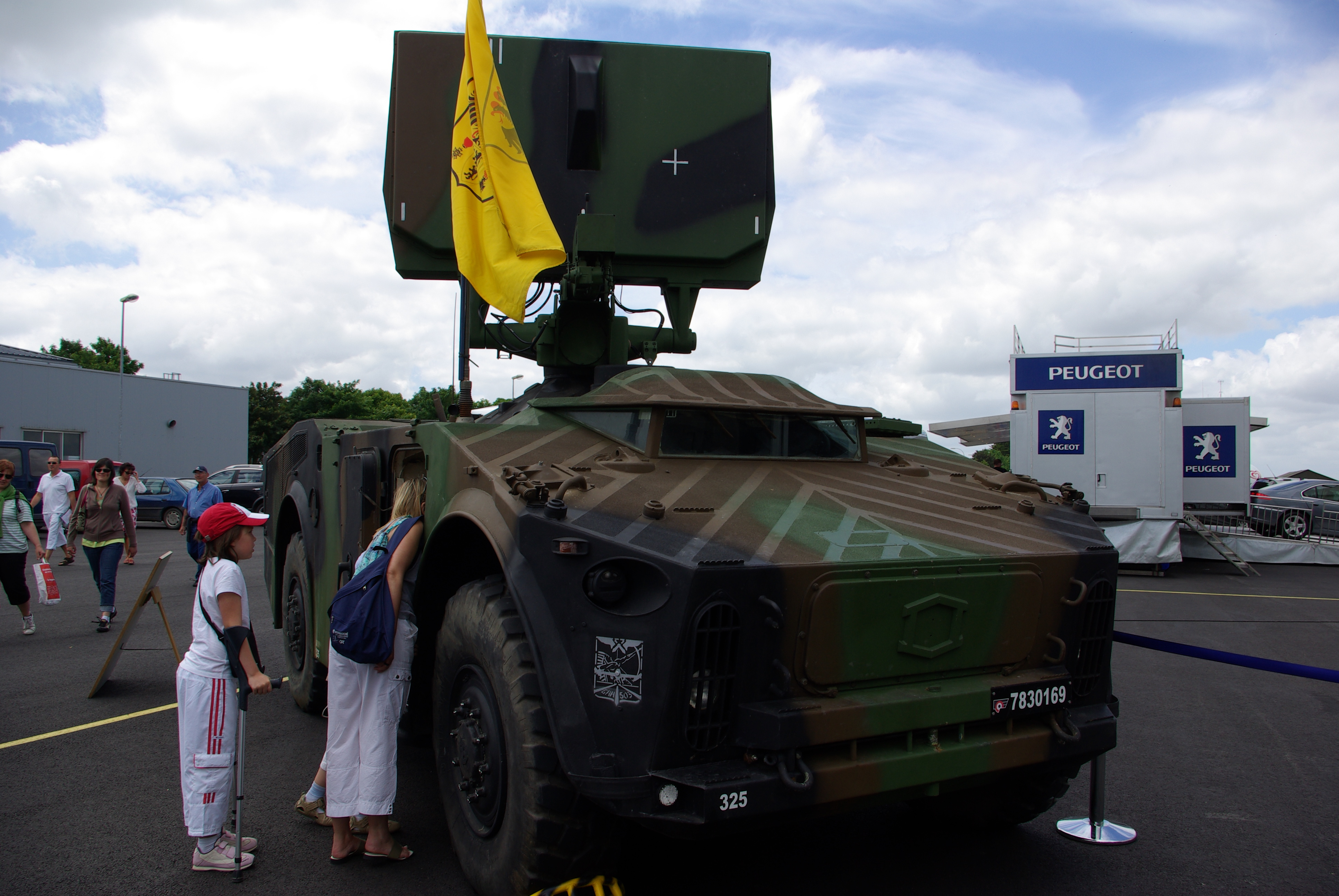
オチキスP4Rの捜索・捕捉レーダー車。レーダーが新型に変更されている（2008年撮影）

発射装置はKu（J）バンドのモノパルス・レーダーを備え、そのアンテナの両側に2発ずつのミサイル発射筒が据えられている。即応弾は搭載されていないが、よく訓練された要員3名によって4発のミサイルを約2分で再装填できる。レーダーの最大追尾距離は17キロとされ、1.1度幅のビームで目標1個を追尾できる。またI（X）バンドの指令誘導用通信アンテナも備えており、同時に1-2発のミサイルを誘導できる。目標を探知してから6.5秒でミサイルを発射可能である。一方、捕捉装置はE（S）バンドのパルスドップラー・レーダーであるミラドールを備えており、速度35-440メートル毎秒、高度0-4,500メートルの目標を最大18.5キロの距離で探知できる。
オリジナルのシステムは下記のように順次にアップデートされていった。
1000
1969年より生産された初期型のシステム。
2000
1973年より生産に入った改良型のシステム。敵味方識別装置（IFF）およびTVカメラが追加装備された。
3000
1978年より生産に入った改良型のシステム。フランス空軍の要求に基づき、光学画像に基づく自動追尾機能が付与された。
4000
1988年より生産に入った改良型のシステム。発射装置と捕捉装置との連接が、有線通信だけでなくLIVH（Liaison Inter Vehicule Hertzienne）データリンクによる無線通信でも行えるようになった。

### R.440ミサイル
ミサイルは長さ3.2メートル×直径51.5センチ、空虚重量144キロのコンテナに収納されており、これが発射筒を兼ねる。ミサイルそのものはR.440と称されており、下表のような諸元を備えている。重量15キロの指向性破片弾頭を備え、危害半径8メートル、赤外線による近接信管あるいは予備の着発信管によって起爆される。
推進装置はSNPEレンズIII固体燃料ロケット、そのロケットエンジンの推進剤としてはダブルベース火薬25.45 kgが用いられており、2.8秒で750メートル毎秒の最大速度に達する。飛距離5,000メートルであれば飛翔時間は10秒、27Gの機動力を発揮できるが、13,000メートルの最大飛距離であれば飛翔時間は46秒となり、機動力は3Gに低下する。
誘導は基本的にレーダーを用いた目視線指令誘導（CLOS）方式だが、開発にあたって電子光学センサーによるバックアップが必要とされたことから、ロケットの排気口付近に赤外線フレアが設置されている。単発撃破確率（SSKP）は、1つの目標にミサイル1発を発射した場合は0.8、2発発射した場合は0.96となる。。
| 目標速度                  | 50 m/s         | 250 m/s         |
| ------------------------- | -------------- | --------------- |
| ヘッドオン時 迎撃可能距離 | 500 - 10,000 m | 500 - 9,500 m   |
| 横過目標への 迎撃可能距離 | 500 - 9,700 m  | 2,000 - 5,500 m |
| 目標高度                  | 15 - 5,000 m   | 15 - 4,500 m    |

## シャヒーン
1975年、サウジアラビアはトムソンCSF社に対し、AMX-30戦車をベースにした自走式地対空ミサイル・システムを発注し、1980年から1982年にかけて引き渡しを受けた。
このシャヒーン（Shahine）・システムでは、クロタルのR.440を改良したR.460ミサイルが採用された。飛距離6,000メートルであれば飛翔時間は11秒、35Gの機動力を発揮できるが、14,000メートルの最大飛距離であれば飛翔時間は45秒となり、機動力は8Gに低下する。

## クロタルNG
クロタルNG（Nouvelle Génération）は、元来、アメリカ陸軍のFAADS-LOS-FH（Forward Area Air Defense System）計画の要件にあわせて開発された。同計画では落選したものの、1988年にはフィンランド陸軍が、SA-7グレイルやSA-14グレムリン、SA-16ギムレットといったMANPADSと、固定式のSA-3ゴアとの間隙を埋めるための低高度防空システムとして、本システムの採用を決定した。またフィンランド陸軍からの発注直後にはオランダ空軍、更に1991年中盤にはフランス空軍も基地防空用としての採用を決定した。

### システム構成
クロタルNGの大きな特徴が、発射装置と捕捉装置の機能を統合し、1両で完結できるようにした点であり、それらの機能を集約した重量4,800 kgの電動式ターレットを車両やコンテナに搭載する形で用いられる。プラットフォームとしてはXA-180装甲兵員輸送車やM2ブラッドレー歩兵戦闘車など様々な車両を用いることができる。
ターレットの前面にJ（Ku）バンドのモノパルス・レーダーのパラボラアンテナを備える点では従来のクロタルと同様だが、上方にはE（S）バンドのパルスドップラー・レーダーであるTRS-2630のプレーナアレイアンテナが設置され、ミサイルの搭載数も倍増した。レーダーもCTM（Conduite de Tir Multisensor）に更新されているほか、昼間用のTVカメラおよび昼夜兼用のFLIRといった電子光学センサーも備えている。TRS-2630は周波数アジリティ機能を有し、アンテナの回転速度は40 rpm、高性能航空機であれば20,000メートル、ホバリング中のヘリコプターであれば8,000メートルで探知できる。

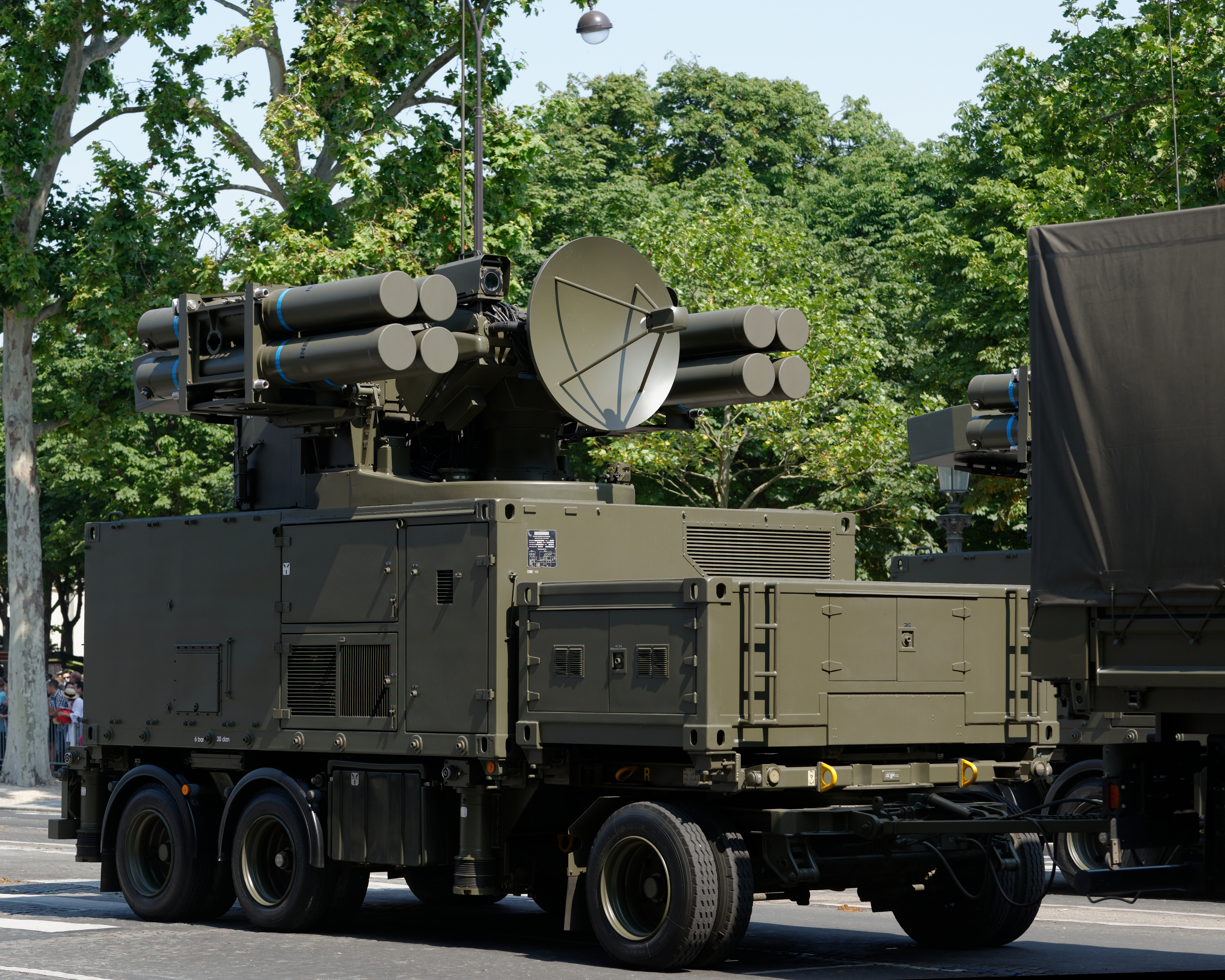
フランス空軍の、牽引式クロタルNGユニット。
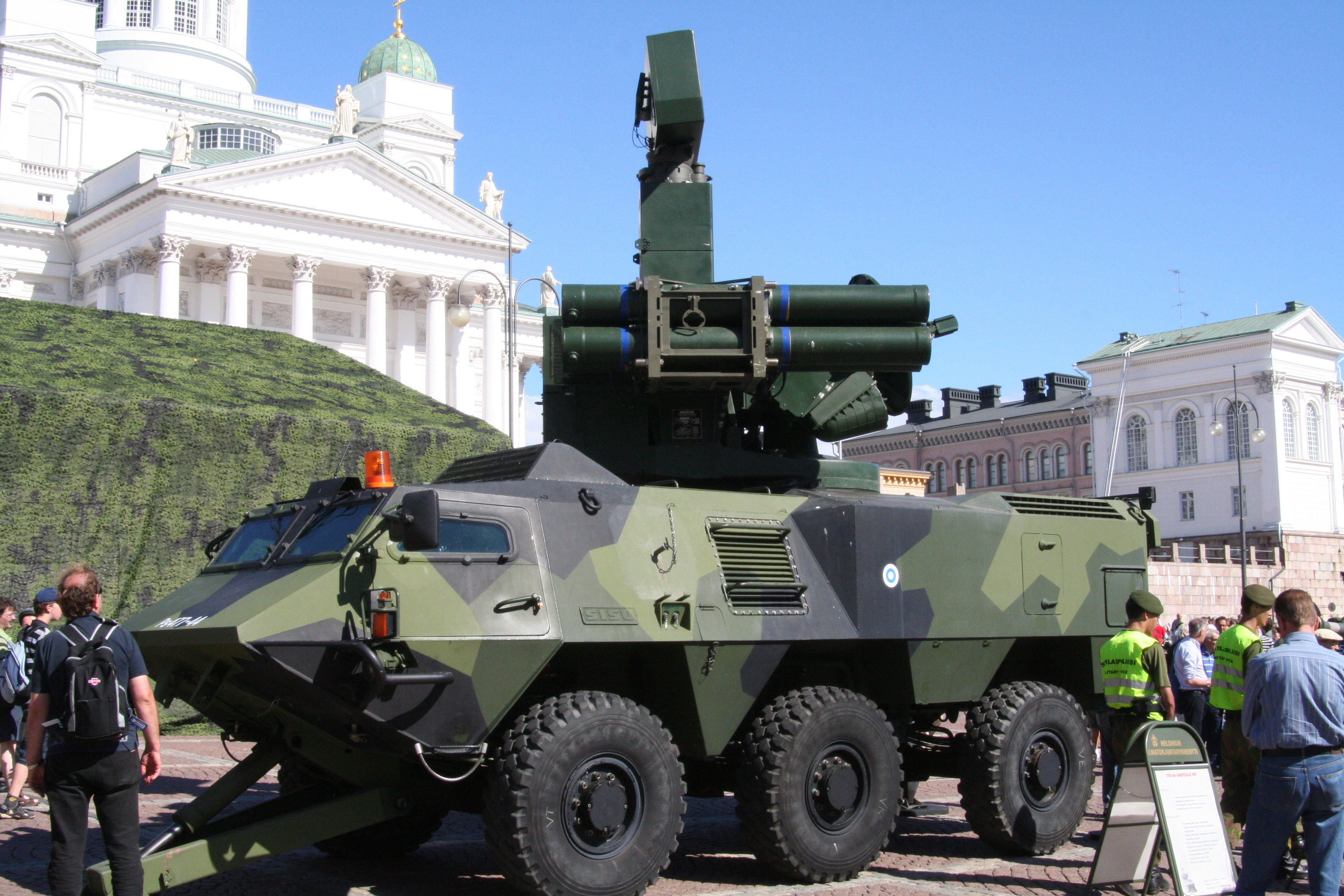
フィンランド陸軍の、シスXA-181自走式クロタルNG。
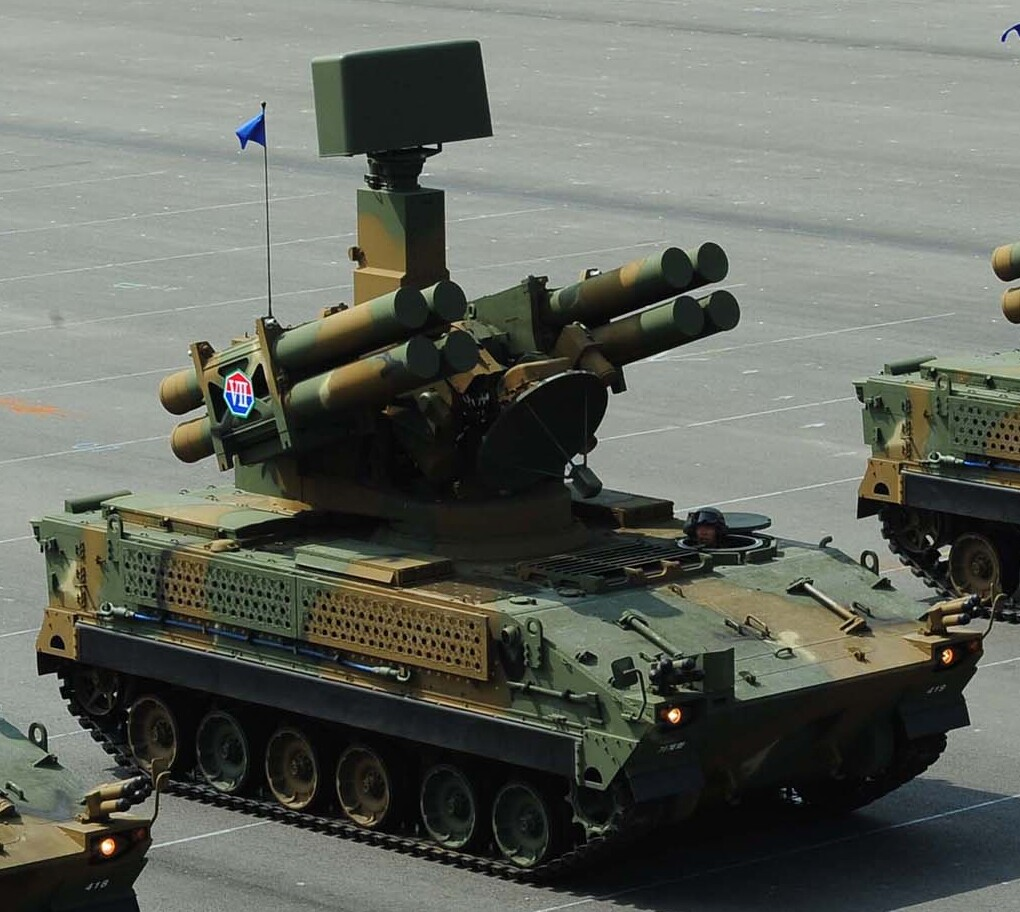
韓国陸軍の、天馬（K-SAM）。

### VT-1ミサイル
クロタルNGでは、ミサイルをVT-1に更新した。これは1986年からアメリカ合衆国のLTV社がクロタルNG向けに開発していたもので、1989年3月までに試射を終了し、同年中盤より生産が開始された。また1992年以降、VT-1の生産はトムソンCSF社に移管されたほか、クロタルNGに加えてローランドにも採用されることになった。
VT-1ではミサイルの飛翔速度向上が求められ、固体燃料ロケットは、サイドワインダー空対空ミサイルのものを基にチオコール社がVT-1計画向けに改良したものが採用されており、3秒で1,250メートル毎秒（マッハ3.6）という最大速度まで加速できる。ミサイルは8,000メートルの距離を10秒で飛翔した後にも35Gで機動可能とされている。
またクロタルMk.3では射程延伸型のミサイルが採用されている。

## クロタル・ナヴァル

### 開発に至る経緯
トムソン社は、1966年の時点で、既にクロタルの艦載版の開発を検討していた。この時点では、専用の8連装発射機を用いる「ミュレーヌ」（Murène; TH. D 5001とも）と、ジャヴェロー多連装ロケット発射機と共用化した「ムレカ」（Mureca）が検討されていた。その後、1972年にフランス海軍が個艦防空システムの要求を発出すると、トムソンCSF社は「クロタル・ナヴァル」（Crotale Navale; 「クロタル・コンパクト」あるいはTSE 5500とも称された）としてミュレーヌを提示した。一方、アエロスパシアル社とメッサーシュミット・ベルコウ・ブローム社はローランドIIを基にしたマリンローランドIIを提案したものの、交戦可能距離や目標数の点でクロタル・ナヴァルが採択されることになり、1974年12月に開発・生産契約が締結された。
陸上防空システムから海軍防空システムへの転換は、DTCN（Direction Technique des Constructions Navales）とDTENによって支援された。最初の試作システムは1977年5月に試験艦「イル・ドレロン」に搭載され、2番目の試作システムは新型駆逐艦「ジョルジュ・レイグ」に搭載された。しかし、運用開始は1979年のトゥールヴィル級駆逐艦「デュゲイ＝トルーアン」であった。

### システム構成
クロタル・ナヴァルでは発射装置と方位盤が一体化した構造物が用いられており、上方にセンサー、下方両舷にミサイルの発射筒 計8本が設置されている。使用するミサイルはR.440Nである。予備弾10-18発が搭載されており、5分以内に再装填を完了することができる。
センサーとしては、2軸で安定化されたKu（J）バンドのモノパルス・レーダーのパラボラアンテナと、その向かって左側にはSEID（Système d'Ecartometrie Infra-rouge Differentielle）の赤外線センサーが設置されている。SEIDの検知波長は4-12マイクロメートルで、4-8,500メートルの範囲で目標を探知できる。システム全体としてはEDIR（Ecartometrie Differentielle Infra-Rouge）と称される。
クロタル・ナヴァル・システムは総重量16.5トンと大掛かりなため、200トン級の小型艦艇にも搭載できる小型化システムが開発され、1982年にモジュラー・クロタル・ナヴァル・システムとして製品化された。またクロタルNGの艦載版として開発されたのがCN-2であり、1990年にフランス海軍のラファイエット級フリゲートへの採用が決定されて、1994年12月に就役した。CN-2のミサイルの諸元はVT-1と同一である。

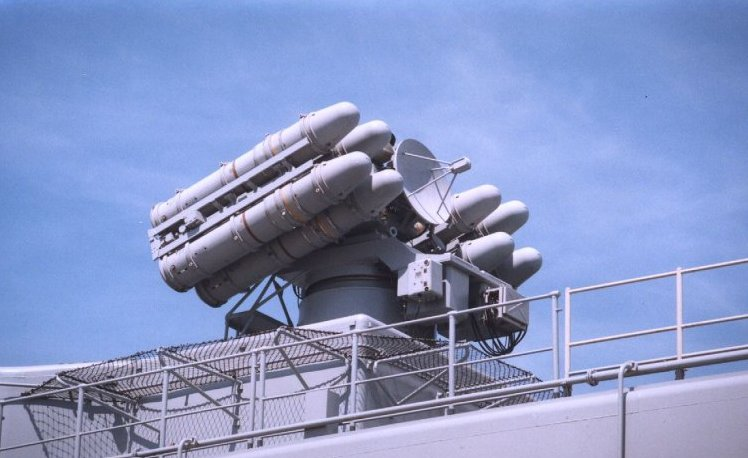
「トゥールヴィル」搭載のクロタルEDIRシステム
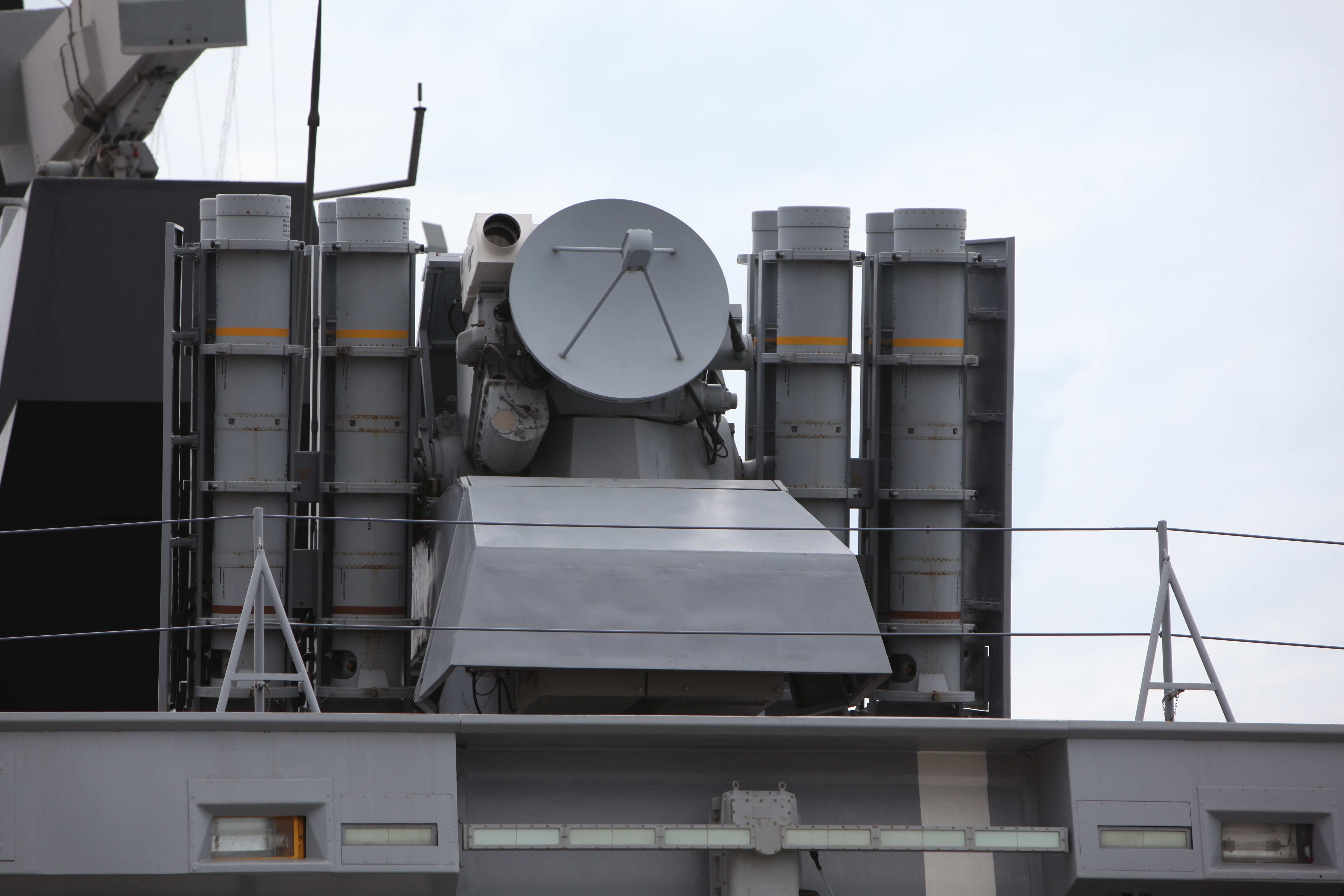
「シュルクーフ」搭載のクロタルCN2システム

## ミサイル諸元表
| ミサイル | R.440              | VT-1               |
| -------- | ------------------ | ------------------ |
| 全長     | 2.89 m             | 2.35 m             |
| 直径     | 150 mm             | 165 mm             |
| 全幅     | 540 mm             |                    |
| 重量     | 84 kg              | 76 kg              |
| 弾頭     | 高性能炸薬（15kg） | 高性能炸薬（13kg） |
| 射程     | 13,000 m           | 11,000 m           |
| 射高     | 5,500 m            | 6,000 m            |
| 推進方式 | 固体燃料ロケット   | 固体燃料ロケット   |
| 誘導方式 | CLOS誘導           | CLOS誘導           |
| 速度     | マッハ2.4          | マッハ3.6          |

## 派生型
紅旗7（HQ-7）
中国航天科工集団による、クロタルのリバースエンジニアリングに基づく国産化（山寨）版。
天馬（Chun-Me）
大韓民国が導入した低高度防空システム。ミサイル本体は国防科学研究所を中心として国内開発されたが、捕捉システムはクロタルNGのものを国産化する形で開発された。
ウムコント
南アフリカのケントロン社によるカクタス（クロタル）の改良計画から派生した対空ミサイル。

## 運用国

クロタルの採用国（青は現役、赤は退役済み）

### 陸上型
現用
- フランス
  -  フランス空軍：2024年時点で、20基のクロタルNGを保有[12]。
- ギリシャ
  -  ギリシャ空軍：基地防空用にクロタルNG/GRを2003年に導入[13]。

退役済み
- 南アフリカ共和国
  -  南アフリカ空軍：1964年7月にフランスにカクタスの名称で開発を発注。開発費用の85％を南アフリカ側が負担し、1971年～1973年にかけて納品[14]。導入されたカクタスは空軍の第120飛行隊（英語版）に配備。2002年に退役し、運用部隊の第120飛行隊も同年に解隊。

### 艦載型
- フランス海軍
  - クレマンソー級航空母艦（後日装備）
  - トゥールヴィル級駆逐艦（1、2番艦のみ後日装備、3番艦以降は建造当初より装備）
  - ジョルジュ・レイグ級駆逐艦
  - ラファイエット級フリゲート

- オマーン海軍
  - カヒル級コルベット

- サウジアラビア海軍
  - アル・マディーナ級フリゲート

- アラブ首長国連邦海軍
  - ムーレイ・ジップ級コルベット